# الرواق
الرواق هي مدينة تقع في محافظة عمان في شمال غرب الأردن.